# Església de Santa Maria de Camós
L'església parroquial de Santa Maria de Camós, situada dins el terme municipal de Camós, ocupa un turonet entre els rius Matamors i Revardit, amb excel·lent vista sobre Banyoles i el pla.

## Història
Capella d'origen romànic pertanyent al bisbat i comtat de Girona. Antigament fou sufragània de l'església parroquial de Camós dedicada a Sant Vicenç però actualment n'és independent. La primera notícia que ens n'ha arribat data del 1359 en què s'esmenta en el traspàs d'uns terrenys propietat de l'abat de Banyoles. El 1362 apareix en el «Llibre Verd» de la catedral de Girona amb el topònim «Sancte Marie de Camonibus». L'any 1372, s'inclou dins d'una relació d'esglésies contribuents a l'estat de Pere III. A partir del 1658 es conegué popularment com a capella de Camós de Santa Teresa, fent referència a l'altar dedicat a aquesta santa i consagrat al culte pel pare dominic Vidalà. Si bé al segle xvi sofrí modificacions, l'any 1906 aquesta capella fou reedificada, amb l'aspecte que té actualment.

## Arquitectura
Aquesta església ha sofert nombroses transformacions, de les quals resta un conjunt barroc de caràcter popular, molt corrent a la comarca. Una bona part d'aquestes reformes s'han dut a terme sobre els murs d'una església romànica precedent o bé aprofitant-ne material. Confirma això la presència d'una finestra de doble esqueixada, amb un arc de mig punt format per petites dovelles, situada en un extrem del mur de migdia i perfectament visible des de l'exterior i des de l'interior. Tot el mur de migdia correspon a l'obra romànica, amb carreus ben tallats de pedra sorrenca, malgrat que resti amagat per la sagristia vella, un parell de contraforts i un grup de nínxols del cementiri. Alguns testimonis han assenyalat la presència de la porta original darrere dels nínxols, en quedar visible temporalment la part superior de l'arc. L'obra romànica es podria situar entre la darreria del segle xii i el començament del segle xiii, sense que hi hagi, però, prou elements per a confirmar-ho.